# La Baells
La Baells es una entidad de población española del municipio de Serchs, perteneciente a la provincia de Barcelona, en la comunidad autónoma de Cataluña. El 27 de noviembre de 1941 se integró en el municipio Serchs.

## Historia
Hacia mediados del siglo XIX, el lugar, por entonces con ayuntamiento propio, tenía contabilizada una población de 108 habitantes. Aparece descrito en el tercer volumen del Diccionario geográfico-estadístico-histórico de España y sus posesiones de Ultramar de Pascual Madoz con las siguientes palabras:

BAELLS (LA):  l. con ayunt. de la prov., aud, terr. y c. g. de Barcelona (15 leg.), part. jud. y adm. de rent. de Berga (1), dióc. de Solsona (7):  sit. á las márgenes del r. Llobregat, en un estrecho valle que el mismo forma; disfruta no obstante de buena ventilacion, y clima sano: fórmanlo 10 casas esparcidas por el térm.: y 1 igl. parr. (Sta: Maria), servida por 1 cura y 1 vicario: el cura lo es de segundo ascenso y de patronato real; inmediato a la igl. se encuentra el cementerio: confina el térm.  por N. Serch; E. Nou y Vilada; S. Pedret y Berga, y N. Valldau, estendiéndose a una leg. en todas direcciones; abunda en fuentes, y de las aguas que nacen en las pendientes de las montañas que hay á la der. del r., se forman 2 rías ó arroyos que desaguan en aquel, despues de dar impulso a 3 molinos harineros; únese tambien al Llobregat por la parte del O. el r. Margansol, y a pesar de esto es aquel vadeable; pero para mayor comodidad, y para los casos de avenidas, tiene 1 puente de piedra, llamado de Miralles, en el camino que va de Berga a Borredá y Ripoll. El terreno quebrado y áspero, abraza pocas tierras de labor y no de la mejor calidad: el monte se halla poblado de árboles y arbustos para combustibles; y cria muchas y buenas yerbas de pastos: cap. prod: trigo, centeno, maiz Y patatas; hay ganado lanar y cabrio en corto número: pobl.: 25 vec., 108 almas.
(Madoz, 1849, p. 285)

El municipio de La Baells desapareció de cara al censo de 1950, al incorporarse al de Serchs.

## Demografía
| Gráfica de evolución demográfica de La Baells entre 1842 y 1940 |
| |
| Población de derecho según los censos de población del INE. Población de hecho según los censos de población del INE.En este censo se denominaba Labaells: 1842. Entre el censo de 1857 y el anterior, crece el término del municipio porque incorpora a Pedret. Entre el censo de 1950 y el anterior, este municipio desaparece porque se integra en el municipio Serchs. |